# Pattaya Women's Open
Il PTT Pattaya Open o Pattaya Women's Open  è un torneo femminile di tennis che si disputa a Pattaya in Thailandia. Fin dal 1991 il torneo si gioca sul cemento. La competizione ha fatto parte della Tier V dal 1991 al 1992 e dopo dal 2001 al 2003. È stato un evento del Tier IV dal 1993 al 2000 e poi dal 2005 al 2008. Dal 2009 è entrato a far parte dei Tornei WTA International, ma nel 2015 si è giocata l'ultima edizione.
Daniela Hantuchová detiene il record nel singolare con tre titoli vinti, mentre  nel doppio sono in molte a condividere il primato, Kristine Kunce, Li Ting e Sun Tiantian in coppia, Chan Yung-jan, e Tamarine Tanasugarn.

## Albo d'oro

### Singolare
| Anno | Campionessa            | Finalista                | Punteggio           |
| ---- | ---------------------- | ------------------------ | ------------------- |
| 1991 | Yayuk Basuki (1)       | Naoko Sawamatsu          | 6–2, 6–2            |
| 1992 | Sabine Appelmans (1)   | Andrea Strnadová         | 7–5, 3–6, 7–5       |
| 1993 | Yayuk Basuki (2)       | Marianne Werdel Witmeyer | 6–3, 6–1            |
| 1994 | Sabine Appelmans (2)   | Patty Fendick            | 6(5)–7, 7–6(5), 6–2 |
| 1995 | Barbara Paulus         | Yi Jing-Qian             | 6–4, 6–3            |
| 1996 | Ruxandra Dragomir      | Tamarine Tanasugarn      | 4–6, 7–5, rit.      |
| 1997 | Henrieta Nagyová (1)   | Dominique van Roost      | 7–5, 6(6)–7, 7–5    |
| 1998 | Julie Halard-Decugis   | Fang Li                  | 6–1, 6–2            |
| 1999 | Magdalena Maleeva      | Anne Kremer              | 4–6, 6–1, 6–2       |
| 2000 | Anne Kremer            | Tat'jana Panova          | 6–1, 6–4            |
| 2001 | Patty Schnyder         | Henrieta Nagyová         | 6–0, 6–4            |
| 2002 | Angelique Widjaja      | Cho Yoon-jeong           | 6–2, 6–4            |
| 2003 | Henrieta Nagyová (2)   | Ľubomíra Kurhajcová      | 6–4, 6–2            |
| 2005 | Conchita Martínez      | Anna-Lena Grönefeld      | 6–3, 3–6, 6–3       |
| 2006 | Shahar Peer            | Jelena Kostanić Tošić    | 6–3, 6–1            |
| 2007 | Sybille Bammer         | Gisela Dulko             | 7–5, 3–6, 7–5       |
| 2008 | Agnieszka Radwańska    | Jill Craybas             | 6–2, 1–6, 7–6(4)    |
| 2009 | Vera Zvonarëva (1)     | Sania Mirza              | 7–5, 6–1            |
| 2010 | Vera Zvonarëva (2)     | Tamarine Tanasugarn      | 6–4, 6–4            |
| 2011 | Daniela Hantuchová (1) | Sara Errani              | 6–0, 6–2            |
| 2012 | Daniela Hantuchová (2) | Marija Kirilenko         | 6(4)–7, 6–3, 6–3    |
| 2013 | Marija Kirilenko       | Sabine Lisicki           | 5–7, 6–1, 7–6(1)    |
| 2014 | Ekaterina Makarova     | Karolína Plíšková        | 6–3, 7–6(7)         |
| 2015 | Daniela Hantuchová (3) | Ajla Tomljanović         | 3–6, 6–3, 6–4       |

### Doppio
| Anno | Campionesse                               | Finalista                               | Punteggio           |
| ---- | ----------------------------------------- | --------------------------------------- | ------------------- |
| 1991 | Kay Miyagi Suzanna Wibowo                 | Rika Hiraki Akemi Nishiya-Kinoshita     | 6–1, 6–4            |
| 1992 | Isabelle Demongeot Natalija Medvedjeva    | Pascale Paradis-Mangon Sandrine Testud  | 6–1, 6–1            |
| 1993 | Cammy MacGregor Catherine Suire           | Patty Fendick Meredith McGrath          | 6–3, 7–6(3)         |
| 1994 | Patty Fendick Meredith McGrath            | Yayuk Basuki Nana Miyagi                | 7–6(0), 3–6, 6–3    |
| 1995 | Jill Hetherington Kristine Kunce (1)      | Kristin Godridge Nana Miyagi            | 2–6, 6–4, 6–3       |
| 1996 | Miho Saeki Yuka Yoshida                   | Tina Križan Nana Miyagi                 | 6–3, 7–5            |
| 1997 | Kristine Kunce (2) Corina Morariu         | Florencia Labat Dominique van Roost     | 6–3, 6–4            |
| 1998 | Julie Halard-Decugis Els Callens          | Rika Hiraki Aleksandra Olsza            | 3–6, 6–2, 6–2       |
| 1999 | Åsa Svensson Émilie Loit                  | Evgenija Kulikovskaja Patricia Wartusch | 6–1, 6–4            |
| 2000 | Yayuk Basuki Caroline Vis                 | Tina Križan Katarina Srebotnik          | 6–3, 6–3            |
| 2001 | Åsa Svensson Iroda Tulyaganova            | Liezel Huber Wynne Prakusya             | 4–6, 6–3, 6–3       |
| 2002 | Kelly Liggan Renata Voráčová              | Lina Krasnoruckaja Tat'jana Panova      | 7–5, 7–6(7)         |
| 2003 | Li Ting (1) Sun Tiantian (1)              | Wynne Prakusya Angelique Widjaja        | 6–4, 6–3            |
| 2005 | Marion Bartoli Anna-Lena Grönefeld        | Marta Domachowska Silvija Talaja        | 6–3, 6–2            |
| 2006 | Li Ting (2) Sun Tiantian (2)              | Yan Zi Zheng Jie                        | 3–6, 6–1, 7–6(5)    |
| 2007 | Nicole Pratt Mara Santangelo              | Chan Yung-jan Chuang Chia-jung          | 6–4, 7–6(4)         |
| 2008 | Chan Yung-jan (1) Chuang Chia-jung        | Hsieh Su-wei Vania King                 | 6–4, 6–3            |
| 2009 | Jaroslava Švedova Tamarine Tanasugarn (1) | Julija Bejhel'zymer Vitalija D'jačenko  | 6–3, 6–2            |
| 2010 | Marina Eraković Tamarine Tanasugarn (2)   | Anna Čakvetadze Ksenija Pervak          | 7–5, 6–1            |
| 2011 | Sara Errani Roberta Vinci                 | Sun Shengnan Zheng Jie                  | 3–6, 6–3, [10–5]    |
| 2012 | Sania Mirza Anastasija Rodionova          | Chan Hao-ching Chan Yung-jan            | 3–6, 6–1, [10–8]    |
| 2013 | Kimiko Date-Krumm Casey Dellacqua         | Akgul Amanmuradova Aleksandra Panova    | 6–3, 6–2            |
| 2014 | Peng Shuai Zhang Shuai                    | Alla Kudrjavceva Anastasija Rodionova   | 3–6, 7–6(5), [10–6] |
| 2015 | Chan Hao-ching Chan Yung-jan (2)          | Shūko Aoyama Tamarine Tanasugarn        | 2–6, 6–4, [10–3]    |